# Канхва (острів)
Канхва́ (кор. 江華島, 강화도, МФА: [kaŋhwado], «острів річкових квітів») — острів у Жовтому морі, в Західній Кореї неподалік Сеула. Адміністративно належить повіту Канхва міста Інчхон. До 1995 року перебував у складі провінції Кьонгі. 

## Географія
Розташований у гирлі річки Хан, у затоці Кьонгі, площа становить 302,4 м².
В центральній частині острова лежить містечко Канхва. В стародавні часи сполучався з півостровом Кімпхо перешийком, що зник в результаті ерозії. У 20 столітті сполучається з містом Кімпхо за допомогою мостів. Рельєф гористий, подекуди скелястий. Найвища точка — гора Манісан, висотою 469 м. 

### Клімат
Острів знаходиться у зоні, котра характеризується вологим континентальним кліматом зі спекотним літом. Найтепліший місяць — серпень із середньою температурою 23.9 °C (75 °F). Найхолодніший місяць — січень, із середньою температурою -4.4 °С (24 °F).
| Клімат Канхви           | Клімат Канхви | Клімат Канхви | Клімат Канхви | Клімат Канхви | Клімат Канхви | Клімат Канхви | Клімат Канхви | Клімат Канхви | Клімат Канхви | Клімат Канхви | Клімат Канхви | Клімат Канхви | Клімат Канхви |
| Показник                | Січ.          | Лют.          | Бер.          | Квіт.         | Трав.         | Черв.         | Лип.          | Серп.         | Вер.          | Жовт.         | Лист.         | Груд.         | Рік           |
| Середній максимум, °C   | 0             | 3             | 9             | 16            | 21            | 25            | 27            | 28            | 25            | 19            | 10            | 3             | 15            |
| Середня температура, °C | −4            | −1            | 4             | 10            | 15            | 20            | 23            | 24            | 19            | 12            | 5             | −1            | 10            |
| Середній мінімум, °C    | −9            | −6            | −1            | 4             | 10            | 15            | 20            | 20            | 14            | 7             | 0             | −5            | 5             |
| Норма опадів, мм        | 16            | 21            | 37            | 90            | 96            | 142           | 319           | 302           | 157           | 40            | 50            | 23            | 1294          |
| ----------------------- | ------------- | ------------- | ------------- | ------------- | ------------- | ------------- | ------------- | ------------- | ------------- | ------------- | ------------- | ------------- | ------------- |
| Джерело: Weatherbase    |               |               |               |               |               |               |               |               |               |               |               |               |               |

## Історія
В середньовіччі використовувався як природна фортеця корейських монархів, які переховувалися тут під час смут в державі. В часи династії Чосон відігравав роль передового захисного рубежу столиці у випадку зовнішньої агресії. 1866 року був атакований французьким флотом, 1871 року — американським, а 1875 року — японським. Останній напад отримав назву Канхваського інциденту, який вилився у підписання невигідного для Кореї Канхваського договору. 

## Економіка
Незважаючи на нестачу рівнин, основою острівної економіки є сільське господарство, зокрема вирощування женьшеня. Традиційне ремесло — виготовлення солом'яних матів з квітковим орнаментом.